# Nicolas Charlet
Nicolas Toussaint Charlet (født 20. december 1792 i Paris, død 30. oktober 1845) var en fransk maler og litograf.
Han malede hovedsagelig militære motiver og portrætter af veteraner fra kejser Napoleon I:s tid og bidrog på denne måde til propaganda for den napoleonske legende.
1. ↑  Navnet er anført på engelsk og stammer fra Wikidata hvor navnet endnu ikke findes på dansk.